# Jakub Reys
Jakub Reys (auch Jakub Polak, Jacob Reys, Jacques le Polonais, Jacques le Polonois; * um 1545 in Augustów; † um 1605 in Paris) war ein polnischer Lautenist und Komponist.
Über das Leben Reys’ in Polen ist nichts bekannt. Er verließ bald nach der Thronbesteigung Sigismunds III. Wasa das Land und ging nach Paris. Dort wurde er 1588 zum Joueur de luth de Roi ernannt. Für 1593 ist sein Aufenthalt als Lehrer und Lautenist in Tours belegt. Er komponierte Präludien, Fantasien, Couranten, Gallarden, Voltas, ein Ballett, eine Serenade und Liedbearbeitungen für die Laute.